# Mimopothyne flavolineata
Mimopothyne flavolineata är en skalbaggsart som beskrevs av Stefan von Breuning 1956. Mimopothyne flavolineata ingår i släktet Mimopothyne och familjen långhorningar. Inga underarter finns listade i Catalogue of Life.